# Staying Power
«Staying Power» — песня английской рок-группы Queen с альбома Hot Space. Написана Фредди Меркьюри. Песня вышла в качестве отдельного сингла в Японии на 7-дюймовой пластинке с песней «Calling All Girls» на стороне «Б», и в США на 7 и 12-дюймовых пластинках с песней «Back Chat» или её ремиксом на стороне «Б».

## Песня
В песне использовалась валторна, партию которой сыграл музыкант Ариф Мардин. Также это одна из первых песен группы, где использовалась драм-машина, на ней играл Роджер Тейлор. Однако на концертах вместо валторны и баса звучал синтезатор, вместо драм-машины — настоящие ударные, а Джон Дикон играл на ритм-гитаре.